# دنهام
دنهام (به هلندی: Den Ham) یک منطقهٔ مسکونی در هلند است که در زایدهورن واقع شده‌است.